# Bandiera di Wake
La bandiera dell'isola di Wake non è ufficialmente riconosciuta, ma è in uso dal 1976. L'isola attualmente è amministrata dagli Stati Uniti.

## Descrizione
Il drappo ha i colori della bandiera statunitense: blu, rosso, bianco. Il triangolo blu contiene un disco giallo con all'interno il nome e il profilo dell'atollo e tre stelle. Ciascuna di esse rappresenta Wake e i due isolotti vicini di Peale e Wilkes.